# Sam Mack
Sam Mack (ur. 26 maja 1970 w Chicago) – amerykański koszykarz, występujący na pozycjach rzucającego obrońcy oraz skrzydłowego.

## Osiągnięcia
NCAA
- Uczestnik turnieju NCAA (1989, 1992)
- Mistrz:
  - turnieju konferencji Southwest (SWC – 1992)
  - sezonu regularnego konferencji SWC (1992)
- SWC Newcomer of the Year (1992)[1]
- Zaliczony do[1]:
  - I składu:
    - turnieju konferencji SWC (1992)
    - nowo przybyłych graczy konferencji SWC (1992)

  - II składu konferencji SWC (1992)

NBA
- Uczestnik konkursu rzutów za 3 punkty organizowanego podczas NBA All-Star Weekend (1998)[2]

Drużynowe
- Wicemistrz IBL (2001)

Indywidualne
- Zaliczony do II składu CBA (1996)
- Uczestnik meczu gwiazd ABA (2010, 2011)[3]
- Lider strzelców:
  - IBL (2001)
  - CBA (2005)
- Wybrany do Galerii Sław International Basketball League (IBL)[4]